# Presidenti dell'Unione africana

Bandiera dell'Unione africana

Il ruolo di presidente (chairman) dell'Unione africana, fino al 2002 nota come Organizzazione dell'unità africana, viene scelto dal parlamento dell'Unione africana, formato dai capi di Stato di tutti i Paesi membri.
È nato nel 2002 per sostituire il ruolo di presidente dell'Organizzazione dell'unità africana.

## Presidenti dell'Unione africana
| Nome                          | Ritratto | Inizio del mandato | Fine del mandato | Nazione            |
| Thabo Mbeki                   |          | 9 luglio 2002      | 10 luglio 2003   | Sudafrica          |
| Joaquim Chissano              |          | 10 luglio 2003     | 6 luglio 2004    | Mozambico          |
| Olusegun Obasanjo             |          | 6 luglio 2004      | 24 gennaio 2006  | Nigeria            |
| Denis Sassou Nguesso          |          | 24 gennaio 2006    | 24 gennaio 2007  | Rep. del Congo     |
| John Kufuor                   |          | 30 gennaio 2007    | 31 gennaio 2008  | Ghana              |
| Jakaya Kikwete                |          | 31 gennaio 2008    | 2 febbraio 2009  | Tanzania           |
| Muʿammar Gheddafi             |          | 2 febbraio 2009    | 31 gennaio 2010  | Libia              |
| Bingu wa Mutharika            |          | 31 gennaio 2010    | 31 gennaio 2011  | Malawi             |
| Teodoro Obiang Nguema Mbasogo |          | 31 gennaio 2011    | 29 gennaio 2012  | Guinea Equatoriale |
| Yayi Boni                     |          | 29 gennaio 2012    | 27 gennaio 2013  | Benin              |
| Hailé Mariàm Desalegn         |          | 27 gennaio 2013    | 30 gennaio 2014  | Etiopia            |
| Mohamed Ould Abdel Aziz       |          | 30 gennaio 2014    | 30 gennaio 2015  | Mauritania         |
| Robert Mugabe                 |          | 30 gennaio 2015    | 30 gennaio 2016  | Zimbabwe           |
| Idriss Déby                   |          | 30 gennaio 2016    | 30 gennaio 2017  | Ciad               |
| Alpha Condé                   |          | 30 gennaio 2017    | 28 gennaio 2018  | Guinea             |
| Paul Kagame                   |          | 28 gennaio 2018    | 10 gennaio 2019  | Ruanda             |
| Abdel Fattah al-Sisi          |          | 10 gennaio 2019    | 10 febbraio 2020 | Egitto             |
| Cyril Ramaphosa               |          | 10 febbraio 2020   | 6 febbraio 2021  | Sudafrica          |
| Félix Tshisekedi              |          | 6 febbraio 2021    | 5 febbraio 2022  | RD del Congo       |
| Macky Sall                    |          | 5 febbraio 2022    | 18 febbraio 2023 | Senegal            |
| Azali Assoumani               |          | 18 febbraio 2023   | 17 febbraio 2024 | Comore             |
| Mohamed Ould Ghazouani        |          | 17 febbraio 2024   | 15 febbraio 2025 | Mauritania         |
| João Lourenço                 |          | 15 febbraio 2025   | in carica        | Angola             |